# Buchnera garuensis
Buchnera garuensis är en snyltrotsväxtart som beskrevs av Pilger. Buchnera garuensis ingår i släktet Buchnera och familjen snyltrotsväxter. Inga underarter finns listade i Catalogue of Life.